# WTNY
WTNY（790 AM）是位于纽约州沃特敦市的一个新闻评论性广播电台，由斯蒂芬斯传媒集团开办。在1980年改为现在呼号，发射功率为1千瓦。